# سن-ژاک، کبک
سن-ژاک (به فرانسوی: Saint-Jacques) شهری در منطقه شهری مونکالم ناحیه لانودییر در استان کبک کانادا است. در سرشماری سال ۲۰۱۱ این شهر ۳٬۷۹۴ نفر جمعیت داشته‌است و مساحت آن ۶۴٫۶۹ کیلومتر مربع است.